# Henry Christmas

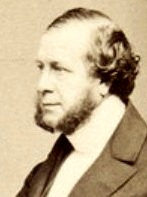
Henry Christmas

Henry Christmas (* 1811; † 10. März 1868 in London) war ein englischer anglikanischer Kleriker, Prediger, Schriftsteller und Numismatiker. Kurz vor seinem Tod nahm er den Namen Noel-Fearn an. Der zweite Bestandteil übernimmt den Nachnamen seiner Mutter, Jane Fearn, während das voranstehende „Noel“ der Wiedergabe von Christmas, von franz. noël, dienen sollte.

## Leben und Werk
Über seine Kinderjahre und Jugend ist nichts bekannt. Christmas trat erstmals in Erscheinung, als er sich 1833 im St John’s College, Cambridge, immatrikulierte. 1837 wurde ihm der Bachelor of Arts verliehen, 1840 der Magister Artium. Im Jahr 1837 wurde er auch zum Diakon geweiht.
Von 1841 bis 1849 war er als Bibliothekar und Sekretär des Sion College, London Wall tätig; seine Amtsführung war jedoch umstritten und er schied in Unfrieden. In diesen Jahren (1840–1843, nochmals 1854–1858) gab er auch das Church of England Quarterly Review heraus. Daneben war er als Herausgeber weiterer Zeitschriften tätig (The Churchman; The British Churchman; The Literary Gazette). Er lebte und wirkte er als Lecturer und Prediger an St. Peter upon Cornhill, St. James Garlickhithe, St. Mildred's in the Poultry und der Verulam Chapel in Lambeth, alles Kirchen in Londoner Stadtbezirken. Er besaß großes Ansehen als Redner und, im kirchlichen Kontext, als Prediger; zahlreiche seiner Predigen (lectures) wurden gedruckt und veröffentlicht. Christliche Themen, die Frage nach der möglichen Harmonie von Wissenschaft und Glaube sowie die Beziehung zwischen Materie und Geist spielen eine große Rolle in seinen Schriften. Für besonderes Aufsehen sorgte, dass Christmas immer wieder nachhaltig für die Abschaffung der Todesstrafe plädierte.
Wie seine Schriften belegen, hatte Christmas zeitlebens auch ein Faible für heidnische Mythen, Geisterlehren und esoterische Wissenschaften (Astrologie, Mesmerismus, Alchimie, Oneirologie). Als er im Jahr 1850 eine englische Übersetzung von Calmets Dissertations sur les apparitions des anges, des démons et des esprits, das von Geistererscheinungen, Hexerei, Besessenheit und Vampirismus handelt, veröffentlichte, stieß er bei vielen auf Unverständnis oder Verwunderung. Außerdem besaß er ein ausgeprägtes antiquarisches Interesse, das ihn insbesondere auf das Gebiet der Numismatik führte. Als Historiker der angelsächsischen Münzgeschichte und Sammler antiker Silber- und Kupfermünzen machte er sich einen Namen. Für kurze Zeit war er auch Sekretär der Numismatic Society in London, behielt diese Funktion aber nicht lange, weil er nur sehr selten an den Treffen der Society teilnahm. Seine eigene Münzsammlung wurde vier Jahre vor seinem Tod bei Sotheby’s versteigert und erbrachte über £ 1260.
Christmas beherrschte mehrere Sprachen (Französisch, Spanisch und Deutsch) und übersetzte aus ihnen, namentlich Werke von Alphonse de Lamartine und Dom Augustin Calmet aus dem Französischen, und Die Geschichte der Abderiten von Christoph Martin Wieland aus dem Deutschen.
In den Jahren 1855 bis 1859 war er Professor für Britische Geschichte und Archäologie an der Royal Society of Literature. In dieser Zeit entstand auch seine Trilogie von Biographien zeitgenössischer Herrscher: Zar Nikolaus I., Sultan Abdülmecid I. und Kaiser Napoleon III. Sie gehörten zu den Hauptakteuren, die in der Vorgeschichte des Krimkriegs eine Rolle spielten, und es ist vielleicht kein Zufall, dass Christmas’ Bände just in den Jahren 1854–1855 erschienen, als der Krimkrieg auf dem Höhepunkt war.
Christmas war seit 1838 mit Eliza Jane Fox verheiratet, die 1846 Glendearg Cottage. A Tale Concerning Church Principles veröffentlichte, wozu ihr Ehemann das Vorwort beisteuerte. Das Paar hatte einen Sohn und drei Töchter. Er verstarb in London, während einer Kutschfahrt, an den Folgen eines Schlaganfalls und wurde auf dem Norwood Cemetery begraben.

## Mittelmeerreise
Christmas unternahm mit einem Freund eine ausgedehnte, mehrmonatige Mittelmeerreise. Über die wesentlichen Etappen berichtete er in seinem dreibändigen Werk The Shores and Islands of the Mediterranean (1851).
Mit der Bahn durchquerte er Frankreich in Richtung Süden und nahm dann ein Schiff auf die Balearen. Die Schilderung seines Aufenthalts auf Mallorca, Menorca und Ibiza nimmt den gesamten ersten Band seines Reiseberichts in Anspruch. Von den Balearischen Inseln aus reiste er zunächst nach Barcelona, dann (via Girona und Bayonne) nach Marseille und weiter nach Genua. Es schloss sich eine Rundreise durch mehrere italienische Städte (Livorno, Florenz, Bologna, Padua, Venedig) an, die ihn schließlich nach Triest brachte. Von dort aus nahm er einen Dampfer, um die Ionischen Inseln zu erreichen, die damals noch unter britischer Verwaltung standen. Über Athen und einige griechische Inseln gelangte er schließlich nach Konstantinopel, wo er sich länger aufhielt. Der letzte Abschnitt seiner Reise führte ihn nach Smyrna (jetzt İzmir) und in die Westtürkei, um dort die sogenannten „Sieben Kirchen Asiens“ zu besuchen, die u. a. in Ephesus und Pergamon stehen; diesen „Sieben Kirchen“ ist der dritte und letzte Teil seiner Reiseschilderung gewidmet. Christmas sagt nicht, welchen Weg er auf der Rückkehr in die Heimat nahm. Es ist wahrscheinlich, dass er über das heutige Bulgarien und die Donau nach Österreich und von dort aus weiter nach England reiste.
In der modernen Literatur zum Thema wird üblicherweise davon ausgegangen, dass Christmas seine Reise im Jahr 1851 unternommen hat. Das ist schon allein deshalb unmöglich, weil das Vorwort seines Reiseberichts auf den 29. Mai 1851 datiert ist und er selbst im dritten Band angibt, er habe sich im Oktober in Konstantinopel aufgehalten. Leider enthält sein Werk ansonsten kaum Datumsangaben, weshalb weiterhin unklar bleibt, wie lange Christmas genau unterwegs war und in welchem Jahr. Naheliegend ist es, anzunehmen, seine Reise habe 1850 – vielleicht auch schon 1849 – stattgefunden.

## Rezeption in Deutschland
Im deutschsprachigen Raum wurde Henry Christmas keinem größeren Publikum bekannt, zumal keines seiner Werke ins Deutsche übersetzt worden war. Im Jahr 1861 – als längst die Schriften erschienen waren, die Christmas in England zu einer gewissen Berühmtheit verholfen hatten – zeigte die Leipziger Illustrirte Zeitung die Veröffentlichung von Christmas’ Übersetzung von Wielands Geschichte der Abderiten an. Aus der knappen Notiz ist ersichtlich, dass der englische Autor in Deutschland nicht geläufig war: „Ein Herr Henry Christmas [!] hat kürzlich eine englische Uebersetzung von Wieland's Abderiten unter dem Titel The Republic of Fools herausgegeben“. Die englischen Werke Christmas’ wurden, soweit ermittelbar, in der deutschsprachigen Presse nicht angezeigt oder besprochen. Nur in interessierten Kreisen (Kriegsberichterstatter, Geographen usw.) waren Christmas’ dreibändige Reisebeschreibung (1851) und seine historischen Biographien aus der Zeit des Krimkriegs (1854–55) vereinzelt rezipiert worden.

## Mitgliedschaften
- British Archaeological Association
- Camden Society
- Numismatic Society (London) (seit 1843)
- Royal Society (London)
- Société impériale des antiquaires de France
- Society of Antiquaries of London (seit 1839)
- Real Academia de la Historia (Madrid)

## Schriften

### Aufsätze und Vorträge
- 1841: The Fairy Mythology, No. II–IV. In: The Churchman: A Magazine in Defence of Church and Constitution. Band V (Juli–Dezember 1844), London: William Edward Painter, S. 440–445; 514–519; 593–596
- 1854: The State and Prospects of Turkey and Mohammedanism. In: The Signs of the Times: Containing the First Six Lectures Delivered on Behalf of the Church of England's Young Men's Society, at the National School-Room, Borough-Road, Southwark. Band I. London: Wertheim & Macintosh, S. 213–232
- 1860: A Classical and Philosophical Novel. In: The Eclectic Review. Jg. 1860, New Series Band IV, S. 269–284
- 1862: Irish Coins of Copper and Billon. In: The Numismatic Chronicle and Journal of the Numismatic Society. Neue Folge Band II (London 1862), S. 278–299
- 1862: Discovery of Anglo-Saxon Coins at White Horse, near Croydon. In: The Numismatic Chronicle and Journal of the Numismatic Society. Neue Folge Band II (London 1862), S. 302–304
- 1866 (als Henry Noel-Fearn): A Classical and Philosophical Novel. In: North Lonsdale Magazine, and Lake District Miscellany (hg. von J.P. Morris), Band I, Nr. 2 (August 1866), S. 33–43; Nr. 3, S. 73–83; Nr. 4, S. 121–133
- 1866 (als Henry Noel-Fearn): A Philosophical Romance. By a Philosopher. In: North Lonsdale Magazine, and Lake District Miscellany (Hg. J.P. Morris). Band I, Nr. 5 (November 1866), S. 155–159; Nr. 6, S. 198–205

### Monografien
- 1833: The Voyage: a Poem. London: Longman & Co.
- 1838: Universal Mythology; an Account of the Most Important Mythological Systems, and an Inquiry into their Origin and Connexion. With Remarks on the Koran and the Talmud. London: John W. Parker
- 1846: Capital Punishments Unsanctioned by the Gospel and Unnecessary in a Christian State. A Letter to the Rev. Sir John Page Wood, Bart. B.C.L. by the Rev. Henry Christmas. London: Smith, Elder & Co.
- 1848: A Concise History of the Hampden Controversy, from the Period of its Commencement in 1832 to the Present Time. London: Smith, Elder & Co.
- 1848: The World of Matter, and its Testimony: An Attempt to Exhibit the Connection between Natural Philosophy and Revealed Religion. A Course of Six Lectures, Delivered in Verulam Episcopal Chapel, Lambeth. London: J.M. Robeson
- 1849: The Cradle of the Twin Giants, Science and History. 2 Bände. London: Richard Bentley
- 1850: Echoes of the Universe: From the World of Matter and the World of Spirit. London: Richard Bentley
- 1850: Scenes in the Life of Christ. A Course of Lectures. Second edition. London
- 1851: The Shores and Islands of the Mediterranean, Including a Visit to the Seven Churches of Asia. 3 Bände. London: Richard Bentley
- 1854: Nicholas I. Emperor and Autocrat of all the Russians: A Brief Memoir of his Life and Reign, with Notices of the Country, its Army, Navy, and Present Prospects. London: John Farquhar Shaw
- 1854: The Sultan of Turkey, Abdul Medjid Khan: A Brief Memoir of His Life and Reign, with Notices of the Country, Its Army, Navy, & Present Prospects. London: John Farquhar Shaw (dieses Werk widmete Christmas Miss Julia Pardoe)
- 1855: A Brief Memoir of the Life, Reign, and Policy of Napoleon III. Emperor of the French. London: John Farquhar Shaw
- 1855: A Letter on the Present Condition and Future Prospects of the Society of Antiquaries of London. Addressed to the Rt. Hon. The Earl Stanhope. President of the Society. By the Rev. Henry Christmas, Fellow of the Society. London: Partridge, Oakey & Co.
- 1855: Christian Politics; an Essay on the Text of Paley, in Three Books. London: Hope & Co.
- 1858: Preachers and Preaching in Ancient and Modern Times, London: Ward, Lock & Co.
- 1861: Sin: Its Causes and Consequences. An Attempt to Investigate the Origin, Nature, Extent, and Results of Moral Evil. A Series of Lent Lectures. London: W.H. Allen
- 1866 (als Henry Noel-Fearn): The Money Market: What it Is, What it Does, and How it is Managed. London: Frederick Warne & Co.

### Übersetzungen und herausgegebene Werke
- 1835: Specimen of a New Translation of the Luciad of Camoens. Cambridge[12]
- 1839ː The Poetical Meditations of M. Alphonse de la Martine. Translated into English Verse by the Rev. Henry Christmas. Londonː J. W. Parker[13]
- 1841: The Works of Nicholas Ridley, D.D., Sometime Lord Bishop of London, Martyr, 1555. Edited for the Parker Society by the Rev. Henry Christman. Cambridge: University Press
- 1844: Anecdotes of the English Language; Chiefly Regarding the Local Dialect of London and its Environs; (…) In a Letter from Samuel Pegge, Esq. (…) The Third Edition, Enlarged and Corrected. Edited by the Rev. Henry Christmas. London: J.B. Nichols & Son
- 1846: Glendearg Cottage. A Tale Concerning Church Principles. By Miss Christmas. With a Preface by the Rev. Henry Christmas. London: Smith, Elder & Co.
- 1849: Select Works of John Bale D.D., Bishop of Ossory. Containing the Examinations of Lord Cobham, William Thorpe, and Anne Askewe, and the Image of Both Churches. Edited for The Parker Society by the Rev. Henry Christman. Cambridge: University Press 1849
- 1849: The Emigrant Churchman in Canada. By A Pioneer of the Wilderness. Edited by the Rev. Henry Christmas. 2 Bände. London: Richard Bentley
- 1850: The Phantom World: or, The Philosophy of Spirits, Apparitions, &c. By Augustine Calmet. Edited with an Introduction and Notes by the Rev. Henry Christmas. 2 Bände. London: Richard Bentley. Amerikanische Ausgabe (mit leicht abweichenden Nebentiteln) in 1 Band: Philadelphia: A. Hart, late Carey & Hart 1850.
- 1853: The Poetical Remains of Peter John Allan, Esq., late of Fredericton, New Brunswick. With a Short Biographical Notice. Edited by the Rev. Henry Christmas. London: Smith, Elder & Co.
- 1861: The Republic of Fools: Being the History of the State and People of Abdera, in Thrace. Translated from the German of C.M. Wieland. 2 Bände. London: W.H. Allen & Co.